# Test Barcelona
El test Barcelona (TB) és una bateria de proves neuropsicològiques, el primer instrument neuropsicomètric desenvolupat a Espanya, per a mesurar quantitativament l'estat cognitiu per exemple sobre l'esquizofrènia i l'Alzheimer. L'any 1977 es va publicar la seva versió abreujada.
L'estructura del TB és en part similar a la del test de Boston per al diagnòstic de l'afàsia:les proves s'agrupen en àrees funcionals, els resultats s'expressen en percentils i s'estableix un perfil clínic en el qual es poden avaluar les qualitats afectades i preservades, el Test Barcelona inclou, a més, una diferenciació en 41 subtests de puntuacions directes (correcte enfront de no correcte) i puntuacions en las quals es considera el temps emprat en les respostes pel pacient.